# ニューハンプシャー・モーター・スピードウェイ
ニューハンプシャー・モーター・スピードウェイ (New Hampshire Motor Speedway) は、アメリカ合衆国のニューハンプシャー州ロードンにあるオーバルトラック。2007年にニューハンプシャー・インターナショナル・スピードウェイから改称された。愛称はThe Magic Mile。観客席数は105,491人。
1990年オープンの若いトラック。NASCARは1990年～1992年はブッシュシリーズ（現エクスフィニティ・シリーズ）のみの開催であったが、これが好評だったため1993年にウインストンカップ（現モンスターエナジー・NASCARカップ・シリーズ）へと昇格。1996年にノースウィルケスボロ・スピードウェイが閉鎖されたため年間2レースのトラックに昇格し、2004年からChase for the Sprint Cupの1戦として組み込まれると、年々人気の上がっていくトラックである。 
2002年にトラック改修でアウト側2レーンを4度バンクを増やし、現在の2度～7度というプログレッシブバンクの原形が誕生している。
1992年～1995年にCARTが、IRLが1996年～1998年に開催している。2011年度にもインディカー・シリーズで開催された。
NASCARは6月にモンスターエナジー・NASCARカップ・シリーズ/エクスフィニティ・シリーズが、9月にはモンスターエナジー・NASCARカップ・シリーズ/キャンピング・ワールド・トラック・シリーズの組みあわせで開催される。また、北米で最も長い歴史をもつオートバイレース「ロードン・クラシック」が開催される。

## トラックの特徴
- コース寸法

|                            | 個数                       | 長さ                      | バンク角                  |
| -------------------------- | -------------------------- | ------------------------- | ------------------------- |
| ストレート                 | 2                          | 1500フィート(457.2m)✕2    | 1°                        |
| ターン                     | 4                          | 2586.24フィート(788.3m)   | 2-7°                      |
| 全長：1.058マイル(1702.7m) | 全長：1.058マイル(1702.7m) | 路面：アスファルト/花崗岩 | 路面：アスファルト/花崗岩 |

最大7度という国内で最も低いバンク角が大きな特徴（コーナー1つごとに比較すればポコノのターン3も6度で最も低いためニューハンプシャーが2位になる）である。特にショートオーバルでターン径が小さく、インラインを走ることが多いこのトラックでは内側の2度バンクの場所を走る事が多く、全トラック中屈指のローバンクトラックと言える。路面は一般的なアスファルトだが、コントロールラインは花崗岩で出来ており、「グラナイト・ストライプ」と呼ばれる。
マシンがタイトなので外側でスピードとバンク角を稼ぎたいドライバーと、逆にルース気味なので進入でイン側に飛び込んで順位を上げたいドライバーが入り交じり、白熱した展開と多めのクラッシュが見所のトラックである。ローバンクでコース自体がタイトという理由からハードブレーキの必要性が出てくるため、ロードコースを得意とするドライバーも上位に食い込むことが多い。
トニー・スチュワートは1998年6月にIRL、2000年7月にNASCARでのレースで勝利し、このトラック唯一のストックカーとフォーミュラカーの両カテゴリーウィナーとなっている。

## 各種レコード

### NASCAR
| 最多勝                  | 4     | ジェフ・バートン                  |
| 最多トップ5             | 16    | ジェフ・ゴードン                  |
| 最多トップ10            | 24    | ジェフ・ゴードン                  |
| 最多出走                | 42    | ジェフ・ゴードン                  |
| 最多ポール              | 7     | ライアン・ニューマン              |
| 最多ラップ              | 12267 | ジェフ・ゴードン                  |
| 最多ラップリード        | 1373  | ジェフ・ゴードン                  |
| アベレージスタート*     | 10.0  | ジェフ・ゴードン カイル・ブッシュ |
| アベレージフィニッシュ* | 9.8   | ブラッド・ケセロウスキー          |

* 出走回数10回以上に限定。

### トラックレコード
| 記録                                              | 日付                                       | ドライバー                                 | タイム                                     | 速度/平均速度                              |
| モンスターエナジー・NASCARカップ・シリーズ        | モンスターエナジー・NASCARカップ・シリーズ | モンスターエナジー・NASCARカップ・シリーズ | モンスターエナジー・NASCARカップ・シリーズ | モンスターエナジー・NASCARカップ・シリーズ |
| ------------------------------------------------- | ------------------------------------------ | ------------------------------------------ | ------------------------------------------ | ------------------------------------------ |
| 予選                                              | 2014年9月20日                              | ブラッド・ケセロウスキー                   | 27.090                                     | 140.598 mph (226.271 km/h)                 |
| 決勝                                              | 1997年7月13日                              | ジェフ・バートン                           | 2:42:35                                    | 117.134 mph (188.509 km/h)                 |
| NASCAR エクスフィニティ・シリーズ                 |                                            |                                            |                                            |                                            |
| 予選                                              | 2013年7月13日                              | カイル・ブッシュ                           | 28.873                                     | 131.916 mph (212.298 km/h)                 |
| 決勝                                              | 2009年6月27日                              | カイル・ブッシュ                           | 1:53:26                                    | 111.928 mph (180.131 km/h)                 |
| NASCAR キャンピング・ワールド・トラック・シリーズ |                                            |                                            |                                            |                                            |
| 予選                                              | 2015年9月26日                              | オースティン・ディロン                     | 28.574                                     | 133.296 mph (214.519 km/h)                 |
| 決勝                                              | 2011年9月24日                              | カイル・ブッシュ                           | 1:33:35                                    | 109.780 mph (176.674 km/h)                 |